# Hirm (Burgenland)
Hirm (węg. Félszerfalva) – gmina w Austrii, w kraju związkowym Burgenland, w powiecie Mattersburg. Według Austriackiego Urzędu Statystycznego liczyła 935 mieszkańców (1 stycznia 2014).